# Новгородово (Московская область)
Новгородово — деревня в Чеховском районе Московской области, в составе муниципального образования сельское поселение Стремиловское (до 28 февраля 2005 года входила в состав Стремиловского сельского округа).

## Население
| 2002 | 2006 | 2010 |
| ---- | ---- | ---- |
| 9    | ↘8   | ↗26  |

## География
Новгородово расположено примерно в 10 км на северо-запад от Чехова, на правом берегу реки Лопасни,
высота центра деревни над уровнем моря — 164 м.